# Lyra (Unternehmen)

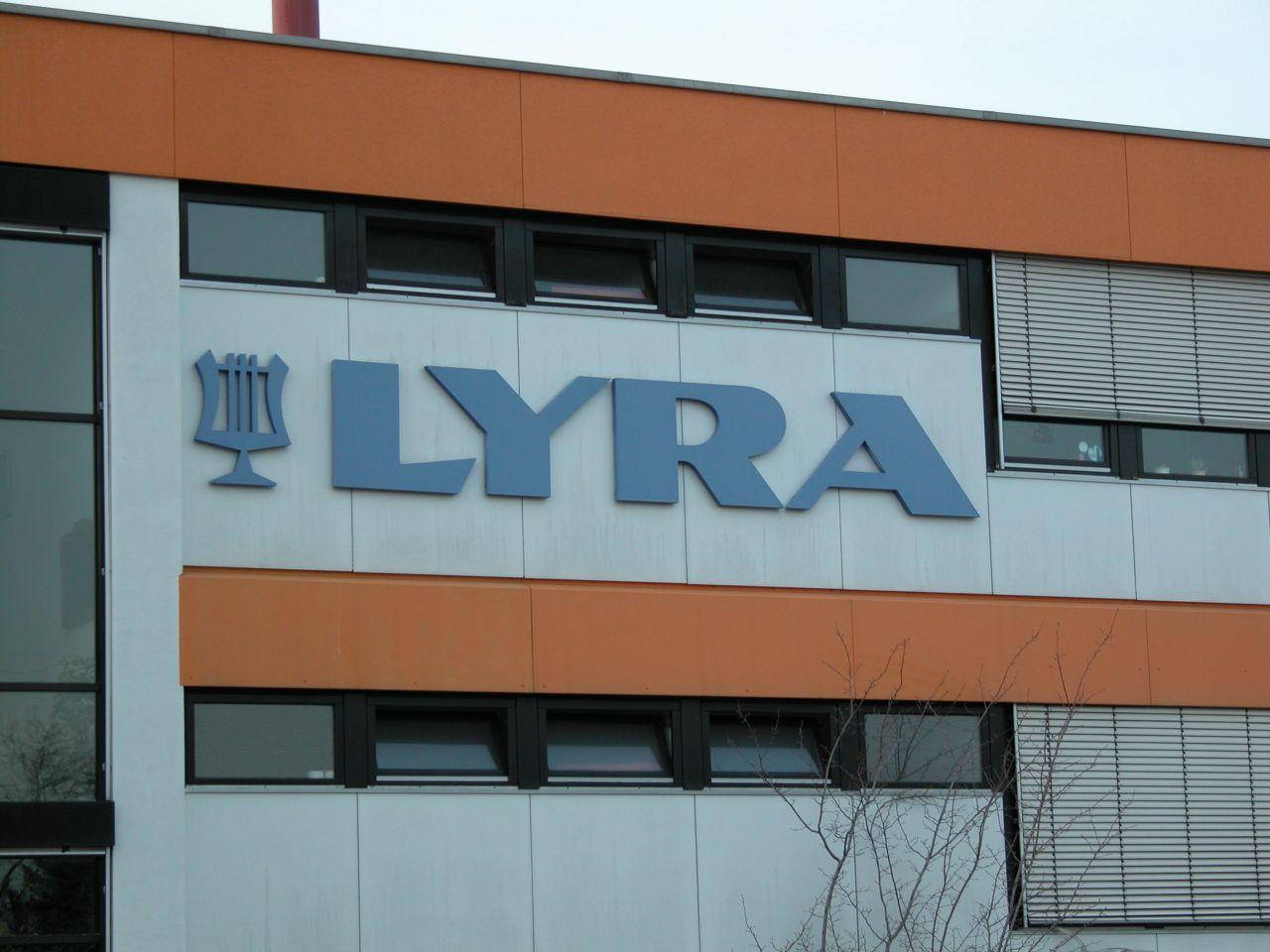
Firmenlogo am Fabrikgebäude in Nürnberg

Lyra - Lyra-Bleistift-Fabrik in Nürnberg ist ein Unternehmen der Schreibwarenbranche. Die Firma stellt seit über 200 Jahren Bleistifte her. Lyra ist die älteste Nürnberger Bleistiftfabrik und gehört seit 2008 zur italienischen FILA-Gruppe (Fabbrica Italiana Lapis e Affini).

## Geschichte
Gründer war Johann Froescheis. Er war bei einem Goldschläger und Bleistiftmacher in die Lehre gegangen und hat 1806 in Nürnberg-Gostenhof eine Bleistiftfabrik eröffnet.
Am 29. Februar 1868 wurde die Lyra als Markenzeichen eingetragen. Warum gerade die antike Harfe ausgewählt wurde, ist nicht mehr festzustellen. Vermutet wird, dass das hochwertige Instrument die Qualität der Stifte darstellen soll.
In der zweiten Hälfte des 19. Jahrhunderts zog Lyra zuerst nach Klein- und dann nach Großweidenmühle, das Auslandsgeschäft wurde stark ausgebaut. Um 1900 waren rund 500 Mitarbeiter für Lyra tätig, die Produktpalette enthielt neben den holzgefassten Stiften auch Federhalter und mechanische Stifte.
Nach der Zerstörung des Werkes im Zweiten Weltkrieg erfolgte der Wiederaufbau. Seit 1987 produziert das Unternehmen im neu errichteten Stammhaus in Nürnberg-Gebersdorf. 

## Aktuelles
Nach 202 Jahren Selbständigkeit wurde Lyra 2008 an die italienische FILA-Gruppe verkauft.
Lyra bietet Markenprodukte für die Bereiche Kindergarten, Schule, Kunst und Industrie. Das Sortiment umfasst mehrere Produkt-Kategorien: Colouring, Writing, Art & Drawing. Zusätzlich vertreibt Lyra Artikel der Linien GIOTTO, GIOTTO be-bè, DAS, DALER ROWNEY, simply, MAIMERI und CANSON. 